# Hadena xanthocosma
Hadena xanthocosma är en fjärilsart som beskrevs av Turner 1903. Hadena xanthocosma ingår i släktet Hadena och familjen nattflyn. Inga underarter finns listade i Catalogue of Life.